# Bonello
Ne doit pas être confondu avec Bonnell ou Bonnel.
Cette page présente le nom de famille Bonello ainsi que ses variantes.
Bonello est un patronyme italien et maltais. 

## Étymologie
Bonello vient probablement du latin bonellus, diminutif de l'adjectif bonus, « bon, joli ». C'est peut-être aussi le diminutif du prénom médiéval italien Bono, dérivé du latin Bonus, « bon, vertueux ». 
Bonello est attesté à Malte comme nom de famille en 1419 sous la forme Bunellu, et en 1480 sous la forme Bonellu. 

## Distribution du patronyme dans le monde
Selon le site Forebears, 2 451 personnes portaient ce nom à Malte en 2014. En dehors de Malte, le nom Bonello se rencontre principalement en Italie, notamment dans le Piémont et en Vénétie. 
| Pays       | Nombre de personnes portant ce patronyme (2014) |
| ---------- | ----------------------------------------------- |
| Malte      | 2 451                                           |
| Italie     | 1 657                                           |
| Brésil     | 954                                             |
| États-Unis | 833                                             |
| France     | 661                                             |
| Argentine  | 657                                             |
| Australie  | 564                                             |
| Canada     | 313                                             |
| Angleterre | 269                                             |
| Allemagne  | 168                                             |

## Personnalités portant ce patronyme
- Bonello (homonymie)